# Ninni (Kwajalein)
Ninni (auch: Niinii-tō, CECIL) ist eine Insel des Kwajalein-Atolls in der Ralik-Kette im ozeanischen Staat der Marshallinseln (RMI).

## Geographie
Das Motu liegt im Südsaum des Atolls, unmittelbar westlich des Gea Main Pass. Im Osten schließt sich Gea an. Im Westen schließt sich Gehh an.

## Klima
Das Klima ist tropisch heiß, wird jedoch von ständig wehenden Winden gemäßigt. Ebenso wie die anderen Orte der Kwajalein-Gruppe wird Ninni gelegentlich von Zyklonen heimgesucht.